# Mo Khan
Mohibullah „Mo“ Khan (* 1938 in Peschawar; † 31. März 1994 in Boston, Vereinigte Staaten) war ein pakistanischer Squashspieler. 

## Karriere
Mo Khan war neben seinen Onkeln Roshan, Azam und Hashim der dominierende Spieler der 1950er- und frühen 1960er-Jahren. 1959, 1961 und 1962 stand er jeweils im Endspiel der British Open gegen Azam, dem er in allen drei Partien unterlag. 1963 gewann er schließlich seinen ersten und einzigen Titel gegen den Ägypter Abdelfattah Ahmed Aboutaleb. Insgesamt viermal gewann er die US Open und fünfmal das Tournament of Champions. Nach seinem Sieg bei den British Open 1963 zog er nach Boston in die Vereinigten Staaten, wo er fortan im Harvard Club der Harvard University als Trainer tätig war. Er verstarb ebenda im Jahr 1994 direkt im Anschluss an eine Trainerstunde.
Mo Khan ist nicht zu verwechseln mit Mohibullah Khan, dem gleichnamigen Squashspieler der 1970er-Jahre.